# Канана
Канана (англ. Kanana) — одна з місцевих громад, що розташована в районі Береа, Лесото. Населення місцевої ради у 2006 році становило 19 311 осіб.